# Ryōta Kuwajima
Ryōta Kuwajima (japanisch 桑島 良汰 Kuwajima Ryōta; * 5. September 1992 in Wakayama, Präfektur Wakayama) ist ein japanischer Fußballspieler.

## Karriere
Ryōta Kuwajima erlernte das Fußballspielen in der Jugendmannschaft des Kishi Shonen SC, in den Schulmannschaften der Nishiwaki Jr High School und der Teikyo High School sowie in der Universitätsmannschaft der Osaka Gakuin University. Seinen ersten Vertrag unterschrieb er am 1. Februar 2015 beim FC Osaka. Der Verein aus Osaka spielte in der vierten japanischen Liga, der Japan Football League. 2016 wechselte er zum Fünftligisten FC Imabari. Mit dem Klub aus Imabari wurde er am Ende der Saison Meister der Shikoku Soccer League und stieg in die vierte Liga auf. 2019 belegte er mit Imabari den dritten Tabellenplatz und stieg somit in die dritte Liga auf. Nach über 100 Spielen für Imabari unterschrieb er im Januar 2021 einen Vertrag beim Viertligisten Nara Club in Nara. Am Ende der Saison 2022 feierte er mit dem Verein die Meisterschaft und den Aufstieg in die dritte Liga.

## Erfolge
FC Imabari
- Shikoku Soccer League: 2016  ▲

Nara Club
- Japanischer Viertligameister: 2022  ▲